# 国際連合安全保障理事会決議30
国際連合安全保障理事会決議30（こくさいれんごうあんぜんほしょうりじかいけつぎ30、英: United Nations Security Council Resolution 30, UNSCR30）は、1947年8月25日に国際連合安全保障理事会で採択された決議。インドネシアに関するものである。インドネシア独立戦争を休戦中のインドネシア・オランダ両国の同意のもと理事会で状況把握を図った。

## 概要
同年8月1日の国連による停戦要請などを踏まえたうえで、インドネシア独立戦争におけるオランダとインドネシアの国民党の両方が停戦要請を定めた国際連合安全保障理事会決議27を遵守したいという旨を受けて、各理事国がバタヴィアから外交官を呼び寄せて状況を指導するよう要請した。

## 詳細
以下はその和訳。
1947年8月1日の安全保障理事会が、オランダとインドネシア共和国に対し、直ちに敵対行為を停止するよう要請したこと、
オランダ政府およびインドネシア共和国政府から、敵対行為の停止命令が出されたことを伝える通信があったこと、
停戦命令の遵守に関する紛争及び摩擦を回避し、当事者間の合意を容易にする条件を整備するための措置をとることが望ましいことから、
安全保障理事会は、
1. 1947年8月1日の決議27（1947）を遵守するために締約国がとった措置に満足をもって留意する。
2. 1947年8月11日にオランダ政府が発表した声明に満足の意を表し、同声明において、リンガジャティ協定7の目的に沿って主権的かつ民主的なインドネシア合衆国を組織する意図を確認する。
3. オランダ政府は、バタビアに駐在する領事に対し、インドネシア共和国の現状について共同で報告するよう直ちに要請する意向であることに留意する。

4. インドネシア共和国政府が安全保障理事会にオブザーバー委員会の任命を要請していることに留意する。
5. バタビアに領事代理を置く理事国政府に対し、安全保障理事会の情報および指導のために、1947年8月1日の理事会決議に基づくインドネシア共和国の状況に関する報告書を共同で作成するよう指示することを要請する。当該報告書には、停戦命令の遵守および軍事占領下または当事者間の合意により現在占領中の軍隊が撤退できる地域の状況を記載する。

6. オランダ政府及びインドネシア共和国政府に対し 第5項に規定する代表者に対し その任務の効果的な遂行に 必要なすべての便益を与えるよう要請する。
7. 状況により必要とならば、この問題をさらに検討することを 決議する。

7 リンガジャティ協定、オランダ政府とインドネシア共和国政府の間で、1947年3月25日に調印された。

## その他
決議は、コロンビア、ポーランド、ソビエト連邦、イギリスの4国が棄権し、7票対0票で採択された。